# スモールキャピタル

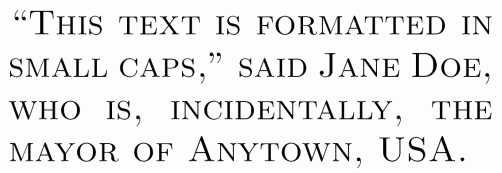
大文字とスモールキャピタルのみで文章を組版した例。

スモールキャピタルまたはその省略形スモールキャップス（英: small capital またはその省略形 small caps）は、ラテン文字のタイポグラフィにおいて用いられる、小文字と同じ高さで作られた大文字である。主に大文字で組まれた単語や文章が冗長になるのを、スモールキャピタルで組むことによって防ぐ効果がある。またイタリックと併用、あるいはイタリックの代わりとして強調などに用いることもある。
優れたスモールキャピタルのデザインは単純に縮小された大文字ではなく、文字の太さを小文字と合うように揃え、横幅も元の大文字より若干広めに設計されている。このためスモールキャピタルで組んだ単語や文章は小文字のような窮屈さがなく、小文字の高さでありながら大文字らしいゆったりとした印象を与えるようにできている。さらに伝統的には小文字の高さ（エックスハイト x-height）よりも少しだけ高く設計されているが、現在のフォントでもこの慣習に倣ったものが多い。
多くのワープロソフトやDTPソフトではテキストをスモールキャピタルにする機能がある。スモールキャピタルが収録されているフォントではそれが表示されるが、収録されていない場合は大文字を単に縮小させて表示する場合が多い（ソフト自体の機能による）。単純な縮小だと線幅が細くなりすぎるため、スモールキャピタルが収録されていないフォントでこれを行う際は、一つ上のボールド体を用いることで近い効果は期待できる。

## スモールキャピタルの使用例

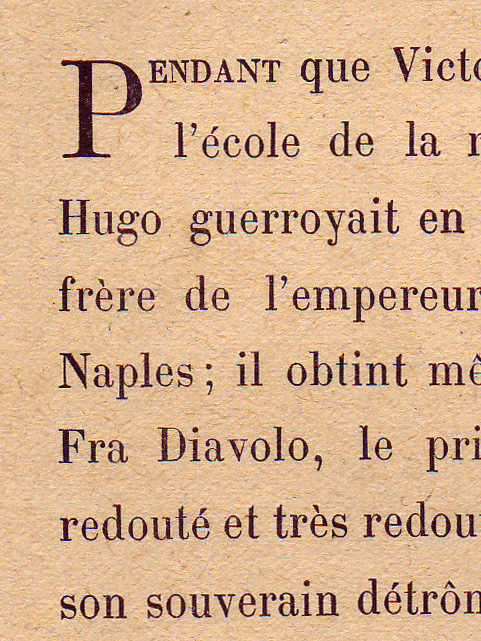
最初の単語Pendantが大文字Pとスモールキャピタルendantで組まれている。

スモールキャピタルはイタリックほど厳密な使用法は定められてはいない。よく見られる例としてはまとまった段落の最初の単語なり数単語、あるいは最初の1行をスモールキャピタルで組むものがある（右図）。他にはBCやADなどの略語や、4文字以上のイニシャルをスモールキャピタルで組むことも多い。例えばEUやFBIはすべて大文字であっても、NATOはNatoと組むなどである。またwhoのように略語と同一の綴りをもつ単語がある場合、その違いをより明確にする効果もある。スモールキャピタルは他にも欄外タイトル・記事への署名・相互参照・索引・戯曲の役名・参考文献の著者名などに使用される。その他にイギリスやフランスの書物に見られる例としては、人名の苗字を先に持ってきた場合にその苗字をスモールキャピタルで組む（例えばDon Quixote de La ManchaやPotter, Harryなど）、あるいはアジア系の人名の苗字も同様である。
聖書ではヤハウェを意味するLordを表記する際にスモールキャピタルを用いる例がある。
数学では、定義・定理・命題・系・補題などの見出しを欧文の場合には大文字とスモールキャピタルで組むことがある。また化学では、DL表記法にてスモールキャピタルを使うことがある。

## CSSによる表現
スモールキャピタルはCSSにおいて、「font-variant: small-caps」という記述によって指定することができる。以下は一例である。
```
<
span
 
style
=
"font-variant: small-caps;"
>
Jane Doe
</
span
>
 - Jane Doe.

```

と書かれた HTMLは次のようにレンダリングされる。
Jane Doe - Jane Doe.
この場合、大文字は大文字のままで、小文字はスモールキャピタルに表示される。

## Unicodeによる表現
文法上はほとんど意味がない文字であるため、Unicodeにはスモールキャピタルというくくりでは割り当てられていない。14字は発音記号用として Phonetic Extensions（1D00-1D7F）に割り当てられ、LATIN LETTER SMALL CAPITAL A などという名前で収録されている。その他の8字（B、G、H、I、L、N、R、Y）は IPA Extensions（0250-02AF）、3字（F、S、Q）が Latin Extended-D（A720-A7FF）に割り当てられている。
Unicode 11.0 の時点において、 X への割り当てはない。
| a    | b    | c    | d    | e    | f    | g    | h    | i    | j    | k    | l    | m    | n    | o    | p    | q    | r    | s    | t    | u    | v    | w    | x | y    | z    |
| ---- | ---- | ---- | ---- | ---- | ---- | ---- | ---- | ---- | ---- | ---- | ---- | ---- | ---- | ---- | ---- | ---- | ---- | ---- | ---- | ---- | ---- | ---- | - | ---- | ---- |
| ᴀ    | ʙ    | ᴄ    | ᴅ    | ᴇ    | ꜰ    | ɢ    | ʜ    | ɪ    | ᴊ    | ᴋ    | ʟ    | ᴍ    | ɴ    | ᴏ    | ᴘ    | ꞯ    | ʀ    | ꜱ    | ᴛ    | ᴜ    | ᴠ    | ᴡ    | - | ʏ    | ᴢ    |
| 1D00 | 0299 | 1D04 | 1D05 | 1D07 | A730 | 0262 | 029C | 026A | 1D0A | 1D0B | 029F | 1D0D | 0274 | 1D0F | 1D18 | A7AF | 0280 | A731 | 1D1B | 1D1C | 1D20 | 1D21 | - | 028F | 1D22 |

## 派生
- コンピュータOSであるUNIXは当初「Unix」という表記であったが、全て大文字で組まれるようになるまでは専門書などでスモールキャピタルが用いられていた。